# Vindula albotaeniata
Vindula albotaeniata är en fjärilsart som beskrevs av Hans Fruhstorfer 1912. Vindula albotaeniata ingår i släktet Vindula och familjen praktfjärilar. Inga underarter finns listade i Catalogue of Life.